# 조의랑
조의랑(朝議郞/朝议郎)은 한국과 중국의 과거 관직, 또는 품계이다.
한국에서는 고려의 정6품의 문관 품계로 존재했다.